# デ・ヤング美術館
デ・ヤング美術館(M. H. de Young Memorial Museum)はアメリカ合衆国カリフォルニア州サンフランシスコにある美術館である。ゴールデン・ゲート・パーク内に位置している。

## 沿革
デ・ヤング美術館は1894年に開かれた万国博（en）の際に建てられたファイン・アート・ビルディングを利用して1895年に開館。その時の委員会の委員長を務めたのがサンフランシスコ・クロニクルを創刊したマイケル・ハリー・デヤング（Michael Harry de Young）であったため、「デ・ヤング美術館」となった。当初の建物は1906年のサンフランシスコ地震で被害を受け、修復に1年半かかった。
間もなく更なるスペースが必要となり、1919年にLouis Christian Mulgardtn設計のスペイン風の建物が建設された。デ・ヤングの尽力により1921年には中央部と塔が追加され、美術館はM・H・デ・ヤング・メモリアル・ミュージアム（M. H. de Young Memorial Museum）と名前を変える。1925年には西翼が追加されるが、同年デ・ヤングは逝去する。4年後には当初のエジプト風建造物が安全上の問題があるとして取り壊された。1960年代半ば、アベリー・ブランデージが自身のアジア美術コレクションを寄贈したため、ブランデージ棟が建設されることになる。1994年、以前San Francisco Main Libraryであった建物をアジア美術館（Asian Art Museum）にすることが決まる。アジア美術館は2001年にクローズになり、2003年にシビック・センターに移転して独立した美術館として再びオープンした。
1989年、デ・ヤング美術館はロマ・プリータ地震のために建物自体に被害を受ける。美術館の評議員会はその後何年もの間解決策を探り、基金を集めて新しい建物を建築することにした。その結果スイスの建築家ヘルツォーク&ド・ムーロンの案が採用されることになり、美術館は2000年12月31日に一時閉館となる。新しい建物は5年近くの年月をかけて完成し、2005年10月15日にリニューアルオープンした。

### The Fine Arts Museums of San Francisco
ファイン・アート・ミュージアム・オブ・サンフランシスコ（The Fine Arts Museums of San Francisco）はゴールデン・ゲート・パークにあるデ・ヤング美術館と、リンカーン・パークにあるリージョン・オブ・オナー美術館の2つからなるサンフランシスコ最大の芸術機構である。

## コレクション
アメリカ美術、ネイティヴ・アメリカンの美術品だけでなくファッション、テキスタイル、写真、アフリカやオセアニアの美術品など幅広い所蔵品を有している。

### アメリカ
デ・ヤング美術館のアメリカ美術コレクションは1,000点以上の絵画、800の彫刻、3,000以上の装飾美術品が含まれる。期間は1670年から現在まで網羅している。

#### アメリカ美術のコレクション

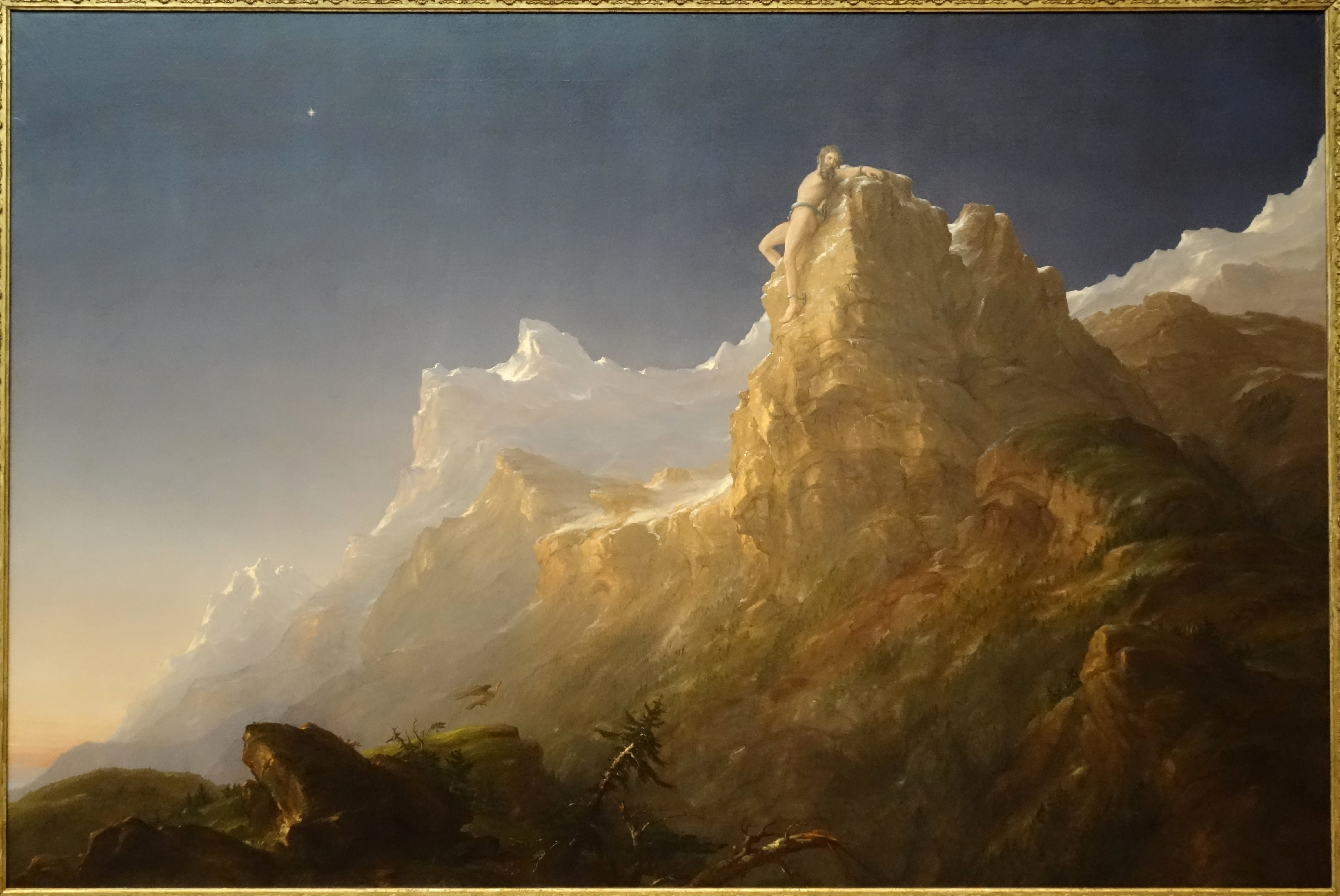
トマス・コール 「縛られたプロメテウス」(1847)
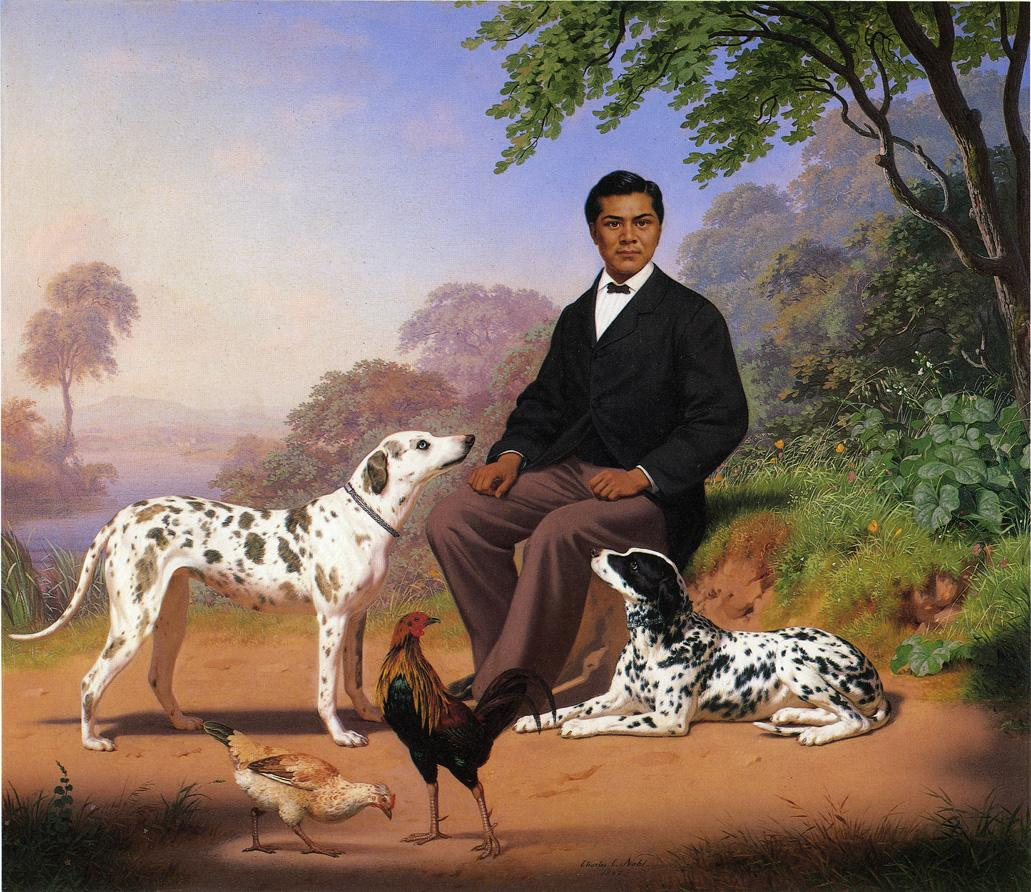
チャールズ・クリスチャン・ナール 「サクラメントのインディアンと犬」(1867)
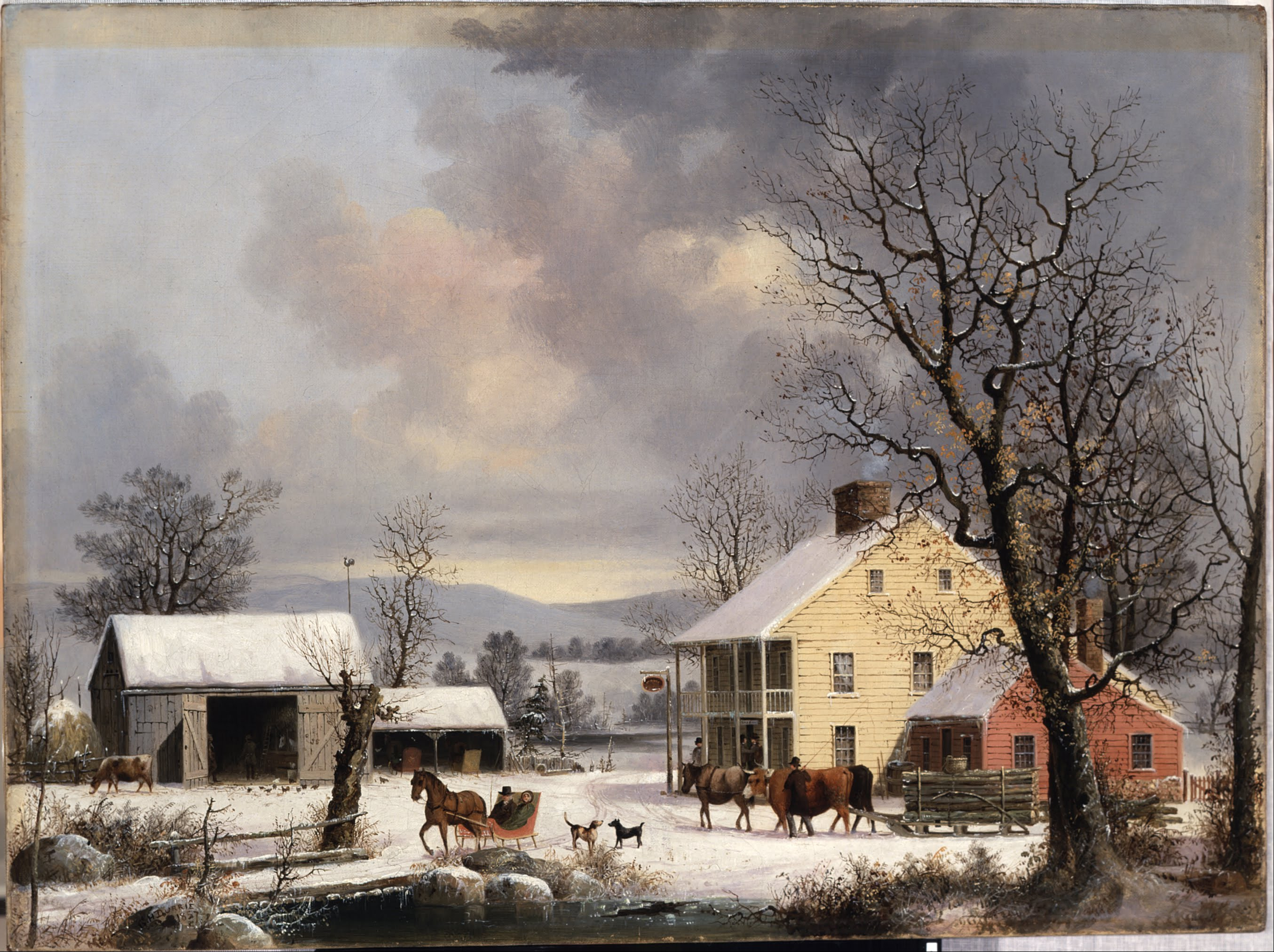
ジョージ・ヘンリー・デュリー(George Henry Durrie) 「田舎の冬」(1857)
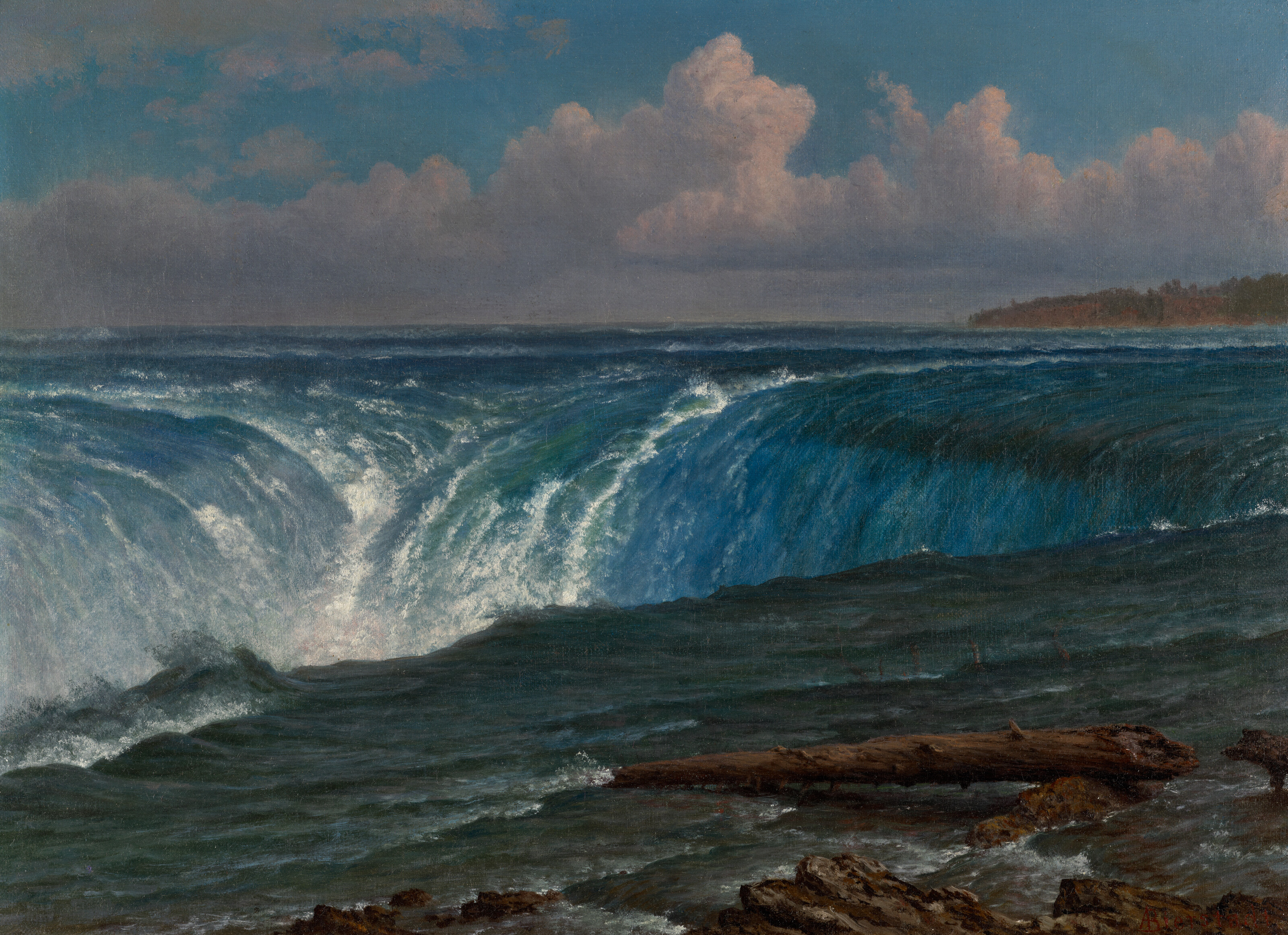
アルバート・ビアスタット 「ナイアガラの滝」(1869)
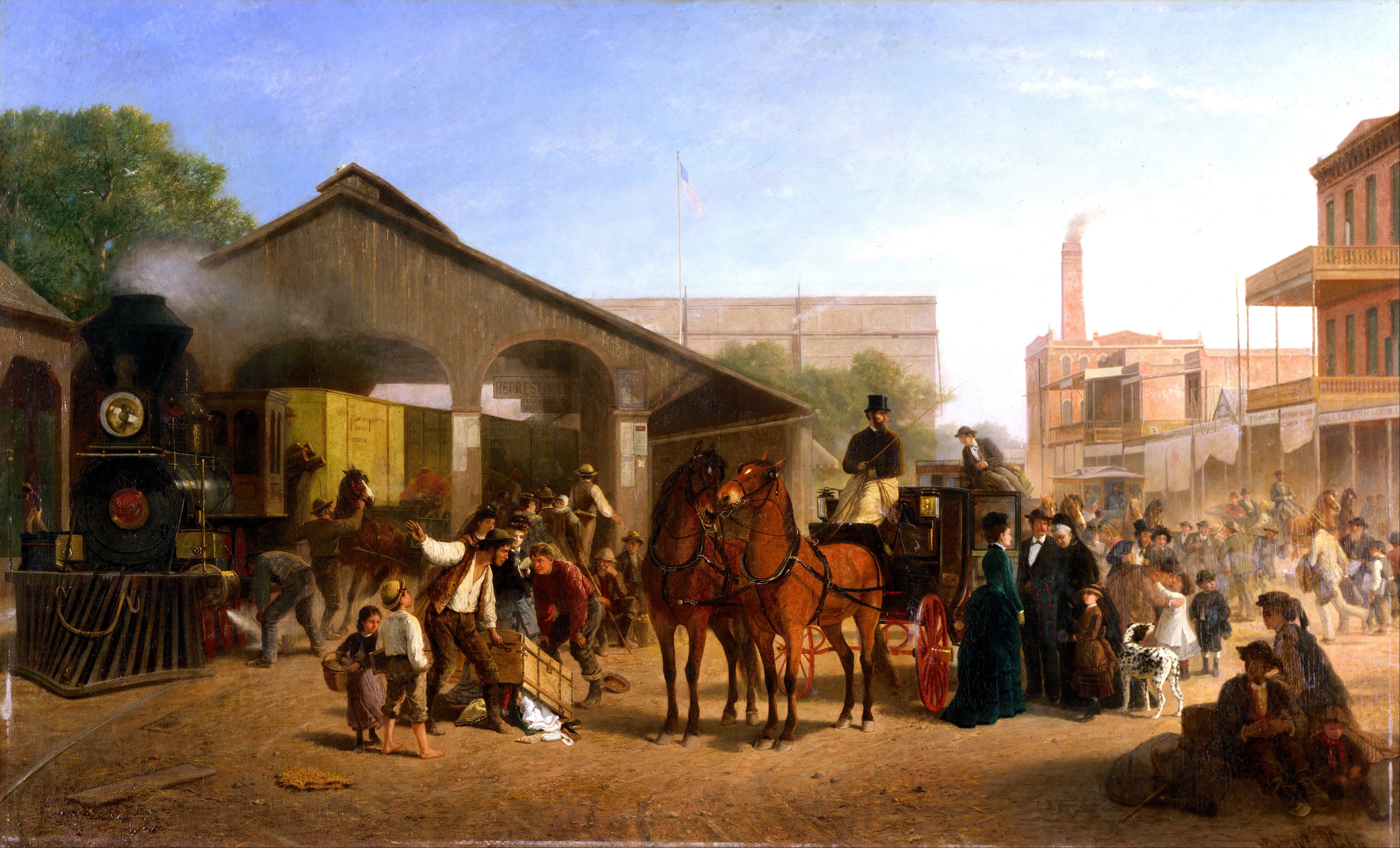
ウィリアム・ハーン 「サクラメントの鉄道駅」(1874)
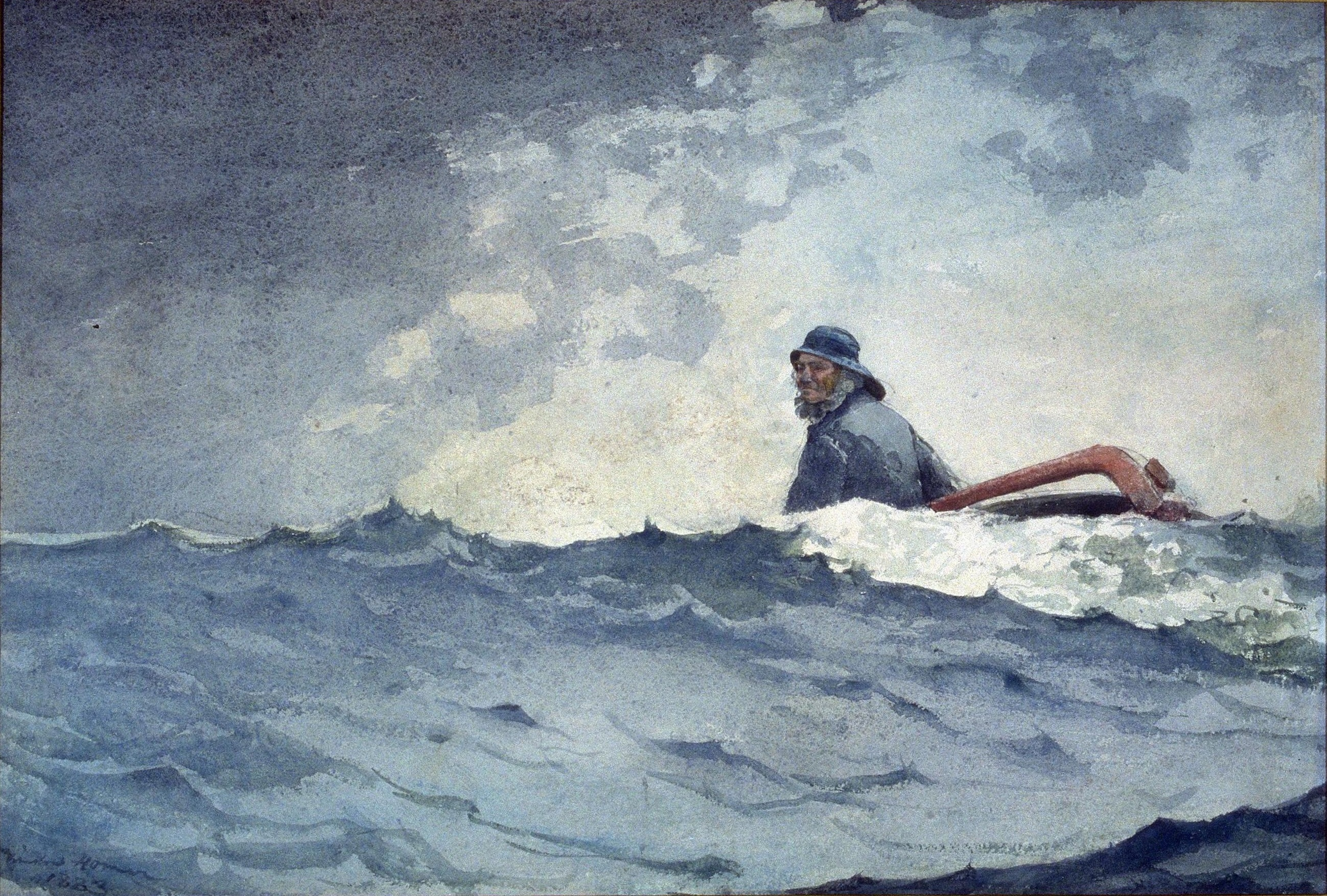
ウィンスロー・ホーマー 「大海のうねり」(1883)
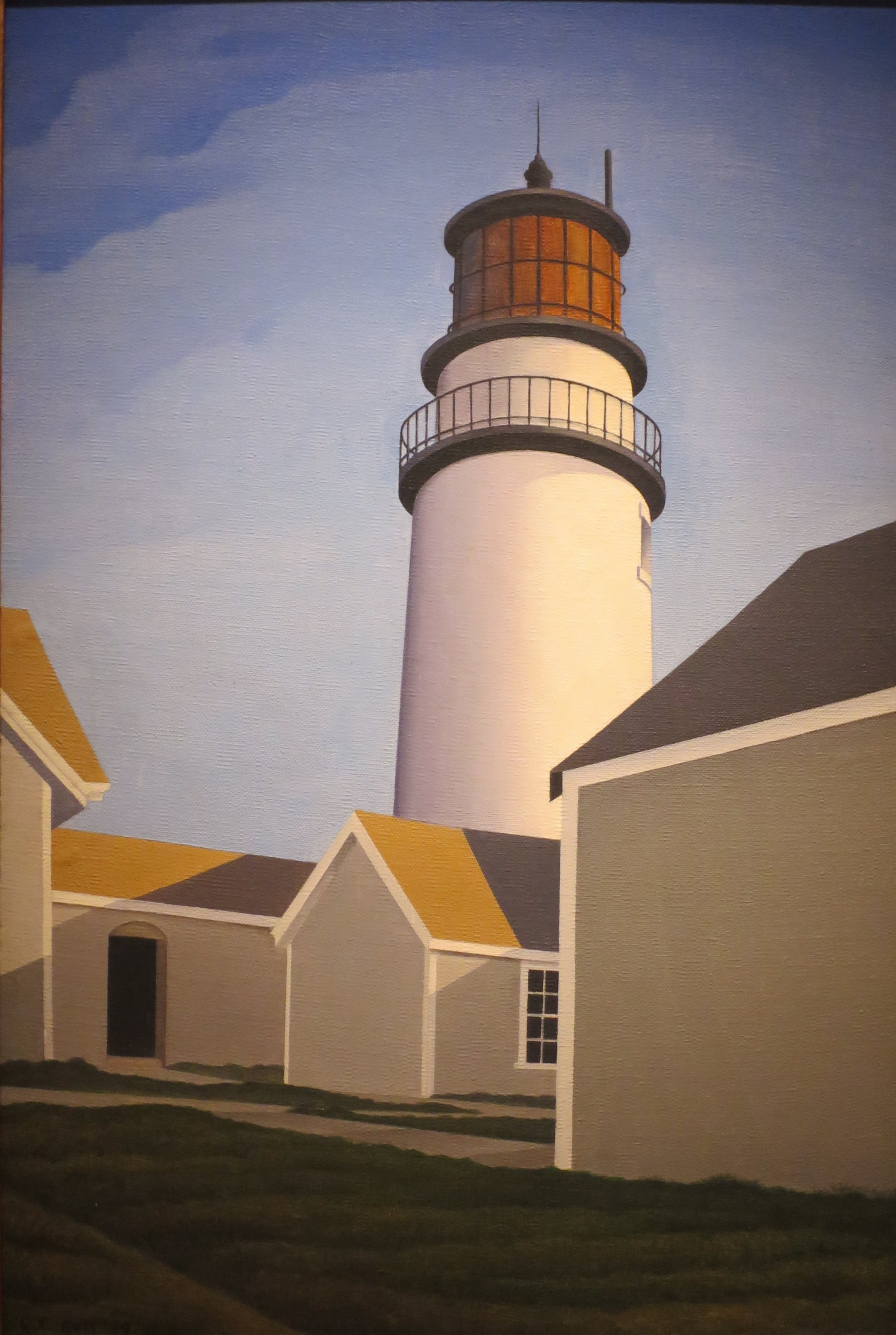
トマス・コール 「ハイランド灯台」(1929)

### インターナショナル・コンテンポラリー
1988年より国際的なコンテンポラリー・アートの収集をはじめた。インスタレーション、コンセプチュアル・アート、写真、ビデオ作品といったマルチメディア作品もその中に含まれる。
近年はショーン・スカリーのWall of Light Horizon (2005)やコーネリア・パーカー、展望の彫刻を入手している。その他カリフォルニアをベースにした芸術家たち（ブルース・ナウマン、エド・ルシェ、寺岡政美、ロバート・コールスコット）の作品も所蔵している。

### テキスタイルとコスチューム
テキスタイルのコレクション は12,000点以上を有しており、アメリカでも最大規模のコレクションである。その中には織物、樹皮布、フェルト、ニット、ビーズ、刺繍、125カ国の民族衣装などが含まれる。
最も貴重な品の中にはトルクメニスタンのカーペット、12世紀から15世紀の中央アジアや北インドの絹製品、アナトリア半島のキリム、ヨーロッパのタペストリーがある。
また、1930年代より現代ファッションの展覧会も開催しており、ディオール、バレンシアガ、マダム・グレ、イヴ・サン＝ローラン, シャネル, ラルフ・ルッチ、カイジック・ウォンなどを扱ってきた。

## 参照
1. ↑  “The Art Newspaper Ranking VISITOR FIGURES 2015” (PDF).   The Art Newspaper. 2016年10月9日閲覧。
2. ↑  FAMSF.org
3. ↑  FAMSF.org
4. ↑  FAMSF.org